# Берёзовский район (упразднённый, Красноярский край)
Берёзовский район — упразднённая административно-территориальная единица, существовавшая в 1925—1962 годах. Административный центр — село Берёзовское (ныне в Шарыповском районе).
Ныне его территорию занимают Шарыповский (юг, центр) и Назаровский районы (восток).

## Административное деление
Район включал такие современные населённые пункты как: Берёзовское, Новоалтатка, Шарыпово, Дубинино, Шушь, Ершово, Новониколаевка, Белозёрка, Кадат, Береш, Темра, Сорокино, Ивановка.

## История
Район образован в 1925 году в составе Ачинского округа Сибирского края. В 1930 году район непосредственно вошёл в состав Западно-Сибирского края. В 1934 вошёл в состав Красноярского края.
В мае 1941 года из состава Берёзовского района в состав нового Шарыповского района Хакасской АО были выделены населённые пункты, лежащие западнее линии «Никольское — Росинка — Шушь — Гляден — Темра — Линёво» (сельские советы Берешский, Дубининский, Едетский, Ивановский, Кадатский, Никольский, Сорокинский, Темринский, Шарыповский и Шушенский).
В 1962 году Берёзовский район был упразднён, а его сельсоветы вошли в состав Назаровского района.
Впоследствии, в 1981 году Берёзовский и Новоалтатский сельсоветы были переданы в Шарыповский район.